# Deutsche Eisschnelllauf- und Shorttrack-Gemeinschaft
Die Deutsche Eisschnelllauf- und Shorttrack-Gemeinschaft e. V. (DESG), bis 14. Oktober 2020 Deutsche Eisschnelllauf-Gemeinschaft e. V., ist der bundesdeutsche Eisschnelllaufsport-Dachverband. Zur DESG gehören die Landeseissportverbände (LEV) und die den LEV zugehörigen Vereine, die die Sportarten Eisschnelllauf und Shorttrack betreiben. Seit 2020 ist Matthias Große Präsident des 1965 gegründeten Verbandes.

## Organisation
Die DESG ist Mitglied im Deutschen Olympischen Sportbund (DOSB) und in der Internationalen Eislaufunion (international International Skating Union, kurz ISU).

## Aufgaben
Die DESG hat es sich zur Aufgabe gemacht, alle Disziplinen des Eisschnelllaufens und der Shorttracks innerhalb Deutschlands zu fördern. Hierzu gehört die Förderung des Leistungssports durch Lehrgänge, Wettbewerbe und Meisterschaften, die Traineraus- und -fortbildung, die Kinder-, Jugend- und Stützpunktsportarbeit, die Förderung der Schieds- und Kampfrichter durch Aus- und Fortbildung und die Durchführung durch Breiten- und Seniorensportarbeit.

## Mitglieder
Mitglied der DESG sind die Landeseissportverbände der einzelnen Bundesländer. Sportvereine sind in der Regel Mitglied im jeweiligen Landesverband. Der DESG sind folgende Landesverbände angeschlossen:
- Eissportverband Baden-Württemberg e. V.
- Bayerischer Eissport-Verband e. V.
- Berliner Eissport-Verband e. V.
- Hessischer Eissport Verband e. V.
- Landeseissport-Verband Mecklenburg-Vorpommern e. V.
- Niedersächsischer Eissport-Verband e. V.
- Eissport-Verband Nordrhein-Westfalen e. V.
- Sächsischer Eissportverband e. V.
- Thüringer Eis- und Rollsportverband e. V.